# Antična književnost
Antíčna knjižévnost obsega književnosti iz obdobja antike, torej grško in rimsko književnost. Antika pomeni dobo pred srednjim vekom, ki je trajala od leta 1000 pr. n. št. do 5. stoletja.

## Vrste ali zvrsti antične književnosti
V tem času so nastale skoraj vse danes znane vrste ali zvrsti: v pesništvu ljubezenska pesem, elegija, epigram, himna, oda, satira in druge, med epskimi ali pripovednimi zvrstmi ep, roman, pravljica, bajka, novela, v dramatiki tragedija, komedija in kratki dramski prizori. Precejšen delež so imele polknjiževne zvrsti, kot so zgodovinopisje, biografija, filozofska proza, dialogi, poučne pesnitve, pisma in druge.

## Razvoj antične književnosti
Starogrška književnost se začenja od 15. stoletja pr. n. št. in je svoj prvi vrh dosegla s Homerjem v 9. ali 8. stoletju pr. n. št. Homer je predstavnik arhaične dobe, ki se nadaljuje z razvojem pesništva v 5. stoletju pr. n. št. Dramatika doseže svoj vrh v klasični dobi 5. stoletja. Od 4. stoletja naprej traja njena pozna oz. helenistična doba, za katero so značilni filozofski spisi.
Rimska književnost se začenja v 3. stoletju pr. n. št. in je v svojih začetkih močno odvisna od grške, vendar postane pozneje samostojnejša. Vrh doseže v svoji klasični dobi, ki traja do zmage krščanstva v 4. stoletju pr. n. št. Delimo jo na zlati vek, srebrni vek in obdobje poznega rimskega cesarstva.

## Starogrška književnost
Izraz Starogrška književnost označuje grško književnost starega veka; ostale književnosti, ki so se razvijale v tem območju imenujemo bizantinska (srednjeveška) in novogrška književnost(književnost 19. in 20. stoletja).
Arhaično obdobje je bilo pomembno predvsem za razvoj grške epike in lirike. Od 9. do 7. stoletja pr. n. št. se je uveljavil ep s pesnitvami Homerja in njegovih naslednikov. Lirika se je razmahnila v 7. stoletju pr. n. št., njen razcvet pa je trajal do 5. stoletja pr. n. št. Epika in lirika sta se razvijali predvsem v okolju aristokracije, ki pa je svojo gospodarsko in politično moč že odstopala mestnim državicam.
Atiško obdobje oz. klasična doba grške književnosti ima za temeljni literarni vrsti tragedijo in komedijo ter zgodovinsko, filozofsko in govorniško prozo.
Helenistično obdobje se začenja z Aleksandrovo osvojitvijo Orienta od leta 330 pr. n. št. in traja do leta 30 pr. n. št., ko Rimljani osvojijo Egipt in stopi grška književnost v okvir Rimskega imperija. Razvoj književnosti se iz okolja stare aristokracije in mestnih demokracij preseli v okolje helenističnih dvorov in trgovsko-obmorskih velemest. Književnost postane stvar poklicnih literatov, učenjakov. Temeljne zvrsti so komedija, krajše epske pesnitve, lirsko pesništvo, filozofska in moralistična proza ter roman.

## Rimska književnost
Rimska književnost se je razvijala v močni odvisnosti od grške. Do leta 240 pr. n. št. so na ozemlju rimske republike obstajale samo ljudske pesniške in pripovedniške tradicije, ki se še niso oblikovale v književnost. Leta 240 pr. n. št. je ujeti Grk Livij Andronik prevedel v latinščino Odisejo, kar je prvi evropski prevod nasploh. To delo predstavlja začetek rimske književnosti.
Od takrat so rimski avtorji prevzeli vse pomembnejše vrste grške književnosti: tragedijo, komedijo, ep, elegijo, epigram, odo,  zgodovinopisno, filozofsko, moralistično in govorniško prozo, roman in krajše zgodbe. Poleg vrst so od Grkov prevzeli tudi mitologijo, snovi, motive, stil in metriko. Njihovi glavni zgledi so bili Homer, Sapfo, Anakreon, Evripid in drugi. Edina vrsta, ki so jo razvili samostojno, je satira. Prevzete vrste so prilagodili svoji socialni, zgodovinski in kulturni tradiciji.
Zlati vek rimske knjiženosti sega od leta 81 pr. n. št. do leta 14, tj. do Avgustove smrti. Prinesel jim je razcvet govorništva in zgodovinopisja, vrh lirike, elegije, satire in pripovednega pesništva, zlasti epa.
Srebrni vek datirajo od leta 14 do leta 117 - gojil je tragedijo, filozofsko in moralistično prozo, zgodovinopisje, epiko, satiro, roman, basen v verzih in epigram.
Obdobje poznega cesarstva je doba upada rimske književnosti. Poleg romana je to obdobje zapustilo še nekatere vidnejše primere lirskega in epskega pesništva, hkrati pa so nekatera dela že zapuščala antično literarno tradicijo in s tem pripravljala razvoj srednjeveških literarnih zvrsti.